# پنتلینگ
پنتلینگ (به آلمانی: Pentling) شهری در آلمان است که در بایرن واقع شده‌است.

## خصوصیات
پنتلینگ ۳۲٫۶۴ کیلومترمربع مساحت دارد ۴۰۸ متر بالاتر از سطح دریا واقع شده‌است.

## خواهرخوانده
شهرهای سیوریو و کورچیانو خواهرخوانده‌های پنتلینگ هستند.